# Det kongelige nordiske oldskriftselskab
Die Kongelige Nordiske Oldskriftselskab (offiziell: Det kongelige nordiske oldskriftselskab; übersetzt: Die Königlich Nordische Altschriftgesellschaft) wurde am 28. Januar 1825 unter anderem von Carl Christian Rafn und Rasmus Rask unter dem Namen Det Nordiske Oldskriftselskab gestiftet. Rafn wurde der erste Sekretär der Gesellschaft. Am 9. Mai 1828 erhielt die Gesellschaft das Prädikat 'Königlich' und erster Präsident der Gesellschaft wurde der dänische König Frederik VI. Seitdem hat der jeweilige dänische Monarch den Vorsitz inne. Die Gesellschaft sollte altnordische Literatur herausgeben und das Wissen um die nordische Geschichte fördern. Die Gesellschaft wuchs rasch an Mitgliedern auf der ganzen Welt und damit auch Vermögen. Rafn besorgte die gesamte Korrespondenz, war Schatzmeister, suchte Sponsoren und redigierte die Publikationen der Gesellschaft, die zu seinem Tode über ein Vermögen von 170.000 Kronen verfügte.

## Veröffentlichungen
Im Jahr 1826 gab die Gesellschaft ihre erste wissenschaftliche Zeitschrift heraus, die Tidsskrift for Nordisk Oldkyndighed. Ab 1832 wurde sie als Nordisk Tidsskrift for Oldkyndighed weitergeführt und von 1836 bis 1863 unter der Bezeichnung Annaler for Nordisk Oldkyndighed fortgesetzt. Seit 1866 trägt die Publikation den Titel Aarbøger for Nordisk Oldkyndighed og Historie. Des Weiteren wurde unter anderem von der Gesellschaft zwischen 1843 und 1863 die Antiquarisk Tidsskrift herausgegeben.